# 泥盆紀後期滅絕事件
泥盆紀後期滅絕事件（英語：Late Devonian extinction），又稱泥盆紀晚期滅絕事件，是地球生物史上五次主要的大規模物種滅絕事件之中的第四大物種滅絕事件，發生於古生代泥盆紀晚期。本次滅絕事件又可被細分為許多個別的小事件，而其中發生在3.74億年前的凱爾瓦塞事件（英語：Kellwasser event）是本次滅絕事件中最嚴重的，並標誌著泥盆紀最後一個時期法門階動物群階的開始，亦即弗拉斯階 - 法門階的邊界。另外第二大的罕根堡事件（英語：Hangenberg Event）則終結了泥盆紀時期。總體而言，約19％的科和50％的屬在泥盆紀後期滅絕事件中消失。

## 泥盆紀晚期的世界

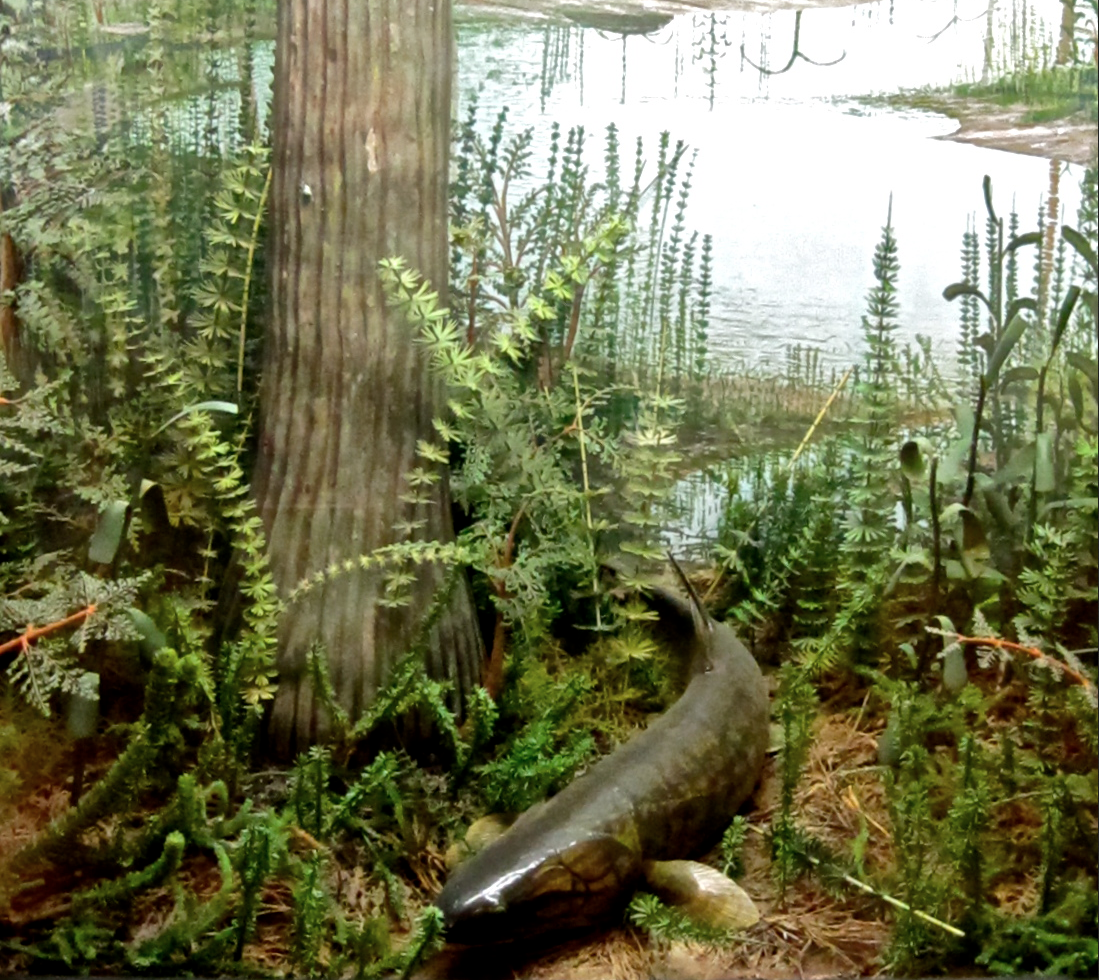
晚泥盆世的陆地生态复原，图中动物为真掌鳍鱼属

泥盆紀後期的陸塊分布與今日大不相同，超級大陸岡瓦那大陸佔據了大部分的南半球表面，而西伯利亞大陸則佔據北半球。位於赤道附近的勞倫西亞大陸（由波羅的大陸和勞倫大陸撞擊形成）正向岡瓦那大陸漂移。加里東山開始延伸至現今的蘇格蘭高地與斯堪地納維亞山脈，而阿帕拉契山脈開始形成。
在晚泥盆世時期，陸地上已廣布植物與动物，海洋中則有由珊瑚蟲和层孔虫形成的大型暗礁。勞倫西亞大陸和岡瓦那大陸開始併合（最終會形成盤古大陸）。該次滅絕事件似乎僅影響到海洋生物，其中遭受重創的種類包含腕足动物、三葉蟲與造礁生物。造礁生物實際上幾近消失，要等到二叠纪时珊瑚礁才重新大量出現。
當時的植物也開始演化出根、種子與维管束，使他們能夠分佈至長年潮溼區以外的地方，並在高地形成森林。四足形类開始演化出似腳的構造，最後演化成提塔利克魚等四足動物。

## 組成

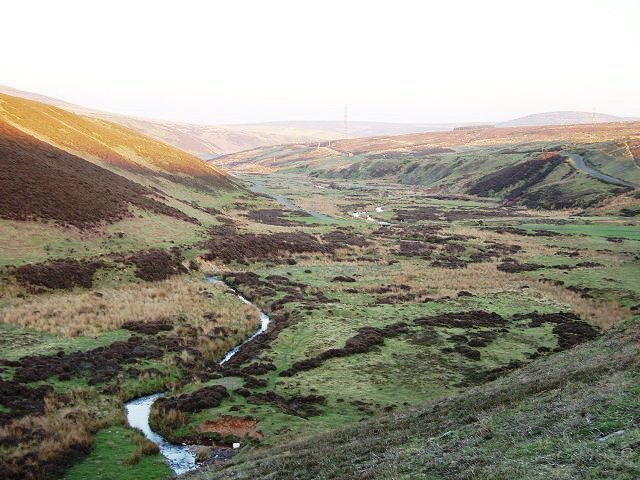
蘇格蘭懷特德河河岸是少數已知含有柔默空缺時期四足類動物化石的地方

在泥盆紀最後的2千至2千5百萬年期間，滅絕速率明顯較背景滅絕速率為高。在這段時期，約可區分出8至10個不同事件，其中又有2個特別嚴重，分別為凱爾瓦塞事件以及罕根堡事件。在凱爾瓦塞事件發生之前，地球已經存在漫長的生物多樣性喪失。而泥盆紀末期的罕根堡事件，則可能是造成在石炭紀初期1千5百萬年間缺乏陸上動物的化石紀錄的元兇。這段時期被稱作柔默空缺。

### 凱爾瓦塞事件
凱爾瓦塞事件（英語：Kellwasser Event）是指出現在接近弗拉斯階 - 法門階邊界的滅絕高峰期。多數文獻中所指的泥盆紀後期滅絕事件事實上就是在指凱爾瓦塞事件，因為它是第一個因發現海洋無脊椎動物化石紀錄而為人所知的滅絕事件。此事件在1967年時第一次被提出。此外因為地質紀錄顯示該段時期有兩個不同的缺氧頁岩層，還可以看出它有可能是由兩個不同、但距離甚近的事件所組成。

### 罕根堡事件
罕根堡事件（英語：Hangenberg Event）是泥盆紀與石炭紀分界，為泥盆紀後期滅絕事件的最後一個滅絕高峰期。它的地層中含有被砂岩沉積覆蓋的黑色缺氧頁岩層。與凱爾瓦塞事件不同的是，罕根堡事件同時影響了海洋生態系與陸地生態系。

## 爭論

泥盆紀後期滅絕事件（圖中"Late D"）有數次滅絕高峰期。

雖然在泥盆紀晚期時顯然有大規模生物多樣性喪失，科學界對於滅絕事件的發生時間和長度卻尚未確定。大致在有50萬至2,500萬年，落在吉維特階中期至法門階晚期。此外，學界也不清楚此次大滅絕事件是否由兩次主要滅絕事件所組成，抑或只是一連串的小型滅絕事件。目前最新研究指出可能是300萬年間的多種原因與不同次的滅絕事件共同組成了本次大滅絕 。另有人認為本次大滅絕可視為2,500萬年中7次不同滅絕事件，以及3次發生在吉維特階、弗拉斯階以及法門階末期的主要滅絕事件的組合。

## 可能原因

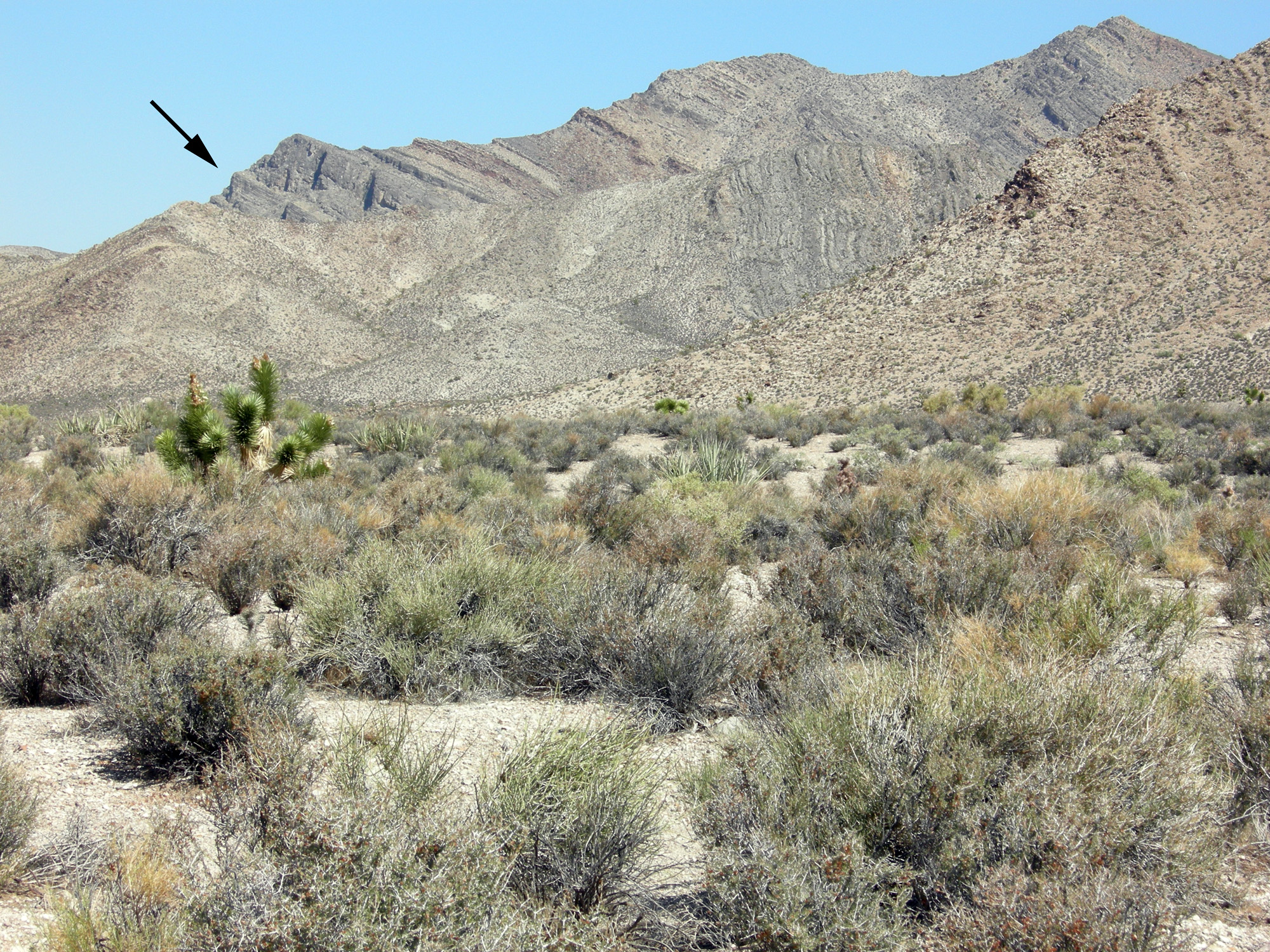
阿拉莫撞擊坑的角礫岩（箭頭處），位於美國內華達州。

由於泥盆紀後期滅絕事件持續了很長的一段時間，很難去分別出單一的成因，同時也很難將因果關係徹底的釐清。沉積紀錄指出泥盆紀後期存在氣候變遷的現象，直接導致部分生物的滅絕。然而，氣候變遷的原因仍存在許多爭論。而關於本次滅絕事件的可能原因，主要理論包含由全球寒化、海底火山噴發所導致的海平面變化和海洋缺氧事件等。亦有說法指當時冈瓦那大陆漂向南極為上述現象之成因，但這並無法完整解釋所有現象。

### 天體撞擊
彗星或其他天體的撞擊也是可能的原因之一。甚至有一種假說指出是小行星撞擊導致了本次大滅絕，但目前尚無堅實的證據支持此說法。形成於凱爾瓦塞時期的阿拉莫撞擊坑與罕根堡時期的兀里撞擊坑的形成時間尚未確定，因此不足以用以證明與本事件有關。

### 超新星事件
最近的新解釋是附近的超新星爆炸，做為特定的漢格伯格事件原因。此一事件標誌著泥盆紀和石炭紀的邊界，甚至是一系列事件，涵蓋泥盆紀結束與接近石炭紀的數百萬年。這可以為大氣臭氧層急遽減少提供可能的解釋，這種下降使得對生命型態遺傳物質造成巨大破壞的紫外線長驅直入，從而引發生物大規模的滅絕。最近的研究在化石的紀錄中觀察到在此一事件的期間，紫外線對花粉和孢子長達數千年的損害，反過來為臭氧層可能長期遭到破壞提供了證據。超新星爆炸是可能造成大氣層中臭氧含量降低的原因，也是替代全球氣溫上升的一種解釋。在一個或多個泥盆紀滅絕地層中檢測到長半衰期放射性同位素146Sm（釤）或244Pu（鈽），將可以確認超新星是肇事者。

### 外來種入侵
部分統計數據顯示生物多樣性的降低可歸因於物种形成速率的降低，而非滅絕速率的升高。這可能是因為全球性外來種入侵，而非單一事件所造成 。另外，有颔下门類動物似乎並未受到礁岩減少或凱爾瓦塞事件的其他層面所影響，但無頷總綱類動物的數量在弗拉斯階結束前早已開始下降。

### 植物演化

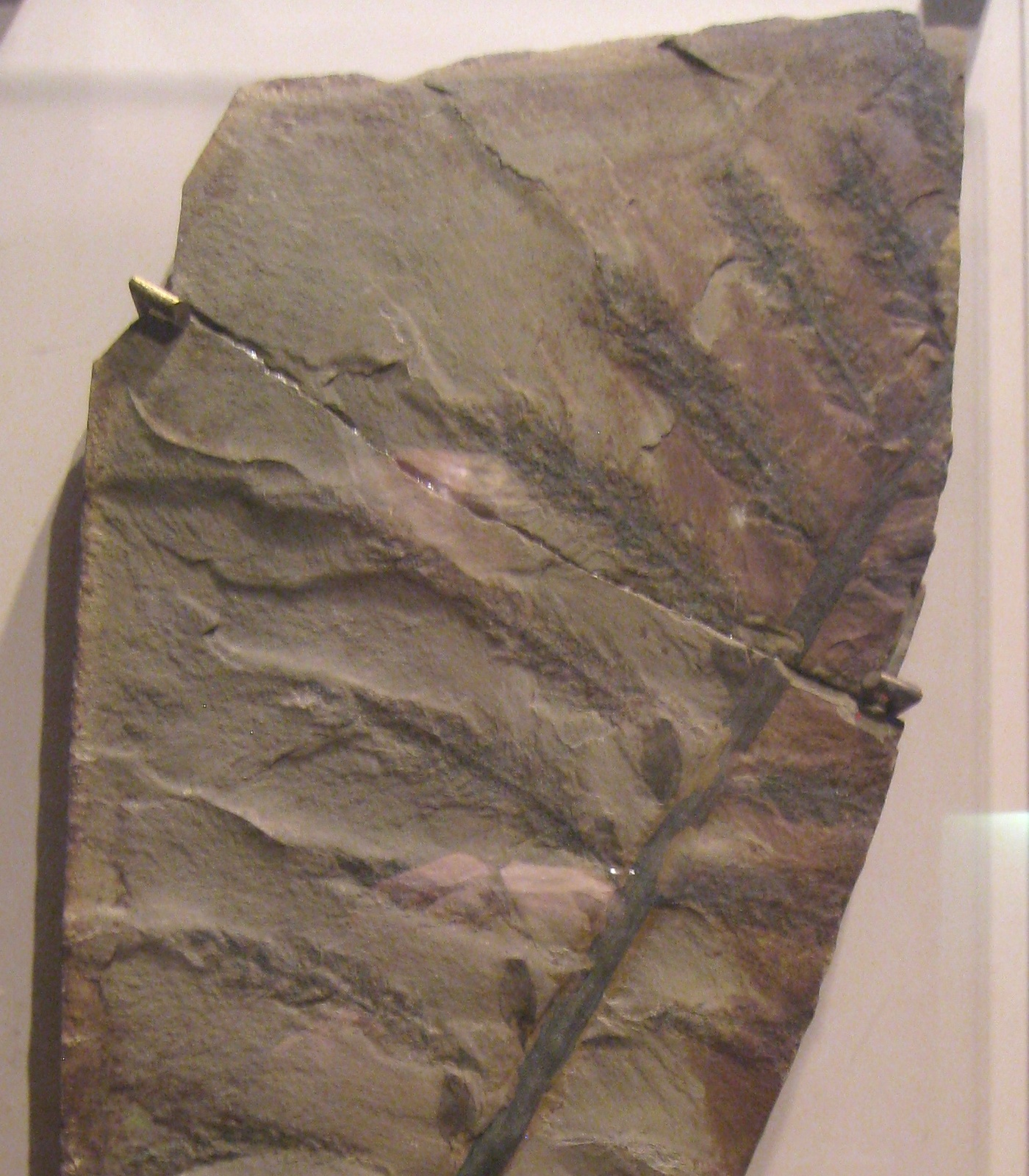
一種古蕨屬植物的化石。

在泥盆紀時期，陸上植物經歷了劇烈的演化。它們的最大高度從泥盆紀初期的30公分演化至後期的30公尺，整整高出了100倍。這種轉變可歸因於維管束的出現，使植物的身軀可以長得更大且複雜。與此同時，種子的出現使植物的散布範圍擴展到不是常年潮濕的區域。這兩個因素的結合使植物對地球環境的影響力大增，尤其是古蕨屬植物所形成的森林分布在泥盆紀後期大幅擴展。
由於較高大的植物需要較深的根系以獲取水分及養分，並且提供較有效的支撐，森林分布的大幅擴展連帶破壞了地表上層岩石的結構，進而形成較深的土壤。這種風化作用從岩層中釋放了大量藻類需要的營養鹽，流入水中造成藻類的大量孳生，也就是優養化作用，使水底嚴重缺氧。在蘇格蘭以及格陵蘭的史前湖床沉積層中，便出現不時的礦物質高峰值以及缺氧的證據。亦有地層紀錄顯示，缺氧事件與滅絕高峰期的相關性大於全球冷化現象，因此缺氧事件可能在此次滅絕事件中扮演主要的角色。而在泥盆紀時期大量的植物光合作用，使大氣中二氧化碳濃度明顯降低。由於二氧化碳是地球大氣中的主要溫室氣體之一，這種現象可能導致氣候的寒冷化。例如泥盆紀後期位於南極點附近的北巴西當時就有冰河大量擴散的現象。另外，含矽酸鹽的岩石風化也移除了大氣中的二氧化碳，加劇了全球寒化，並使海平面降低。

## 影響
在本次滅絕事件的同一時期，也曾經出現大規模的海洋含氧量降低。由於氧氣的缺乏，有機物的降解速率因此而減緩，使其保存更為容易。再加上多孔的礁石本來就容易保存石油，使得泥盆紀的地層成為石油開採的重要來源，在美國更是如此。
泥盆紀後期的生物多樣性崩跌比廣為人知的白垩纪－第三纪灭绝事件還更具戲劇性。最近的一項研究指出，海洋生物大約有22%的科在本次事件滅絕，其中大多是无脊椎动物。另外約57%的屬和至少75%的種也滅絕了。但是由於化石紀錄的保存不易，使得滅絕速率的估計更加地困難。因此這些較細部的估計很可能不甚準確。最主要受到泥盆紀後期滅絕事件影響的海洋生物有腕足动物门、三葉蟲、菊石亞綱、牙形石綱、無頜總綱和疑源类，以及所有的盾皮魚綱生物。然而，陸上植物與淡水生物則相對受到較小的影響。

## 外部連結
- Late Devonian mass extinctions （页面存档备份，存于） at The Devonian Times.
- Devonian Mass Extinction
- Understanding Late Devonian and Permian-Triassic Biotic and Climatic Events: Towards an Integrated Approach （页面存档备份，存于）
- PBS: Deep Time （页面存档备份，存于）
- Animal Armageddon episode 2 hell on Earth is about the Late Devonian Extinction （页面存档备份，存于）